# Bibliotheek Den Haag
Bibliotheek Den Haag is de Haagse openbare bibliotheekorganisatie, en is sinds 1980 onderdeel van de gemeente Den Haag.

## Vestigingen

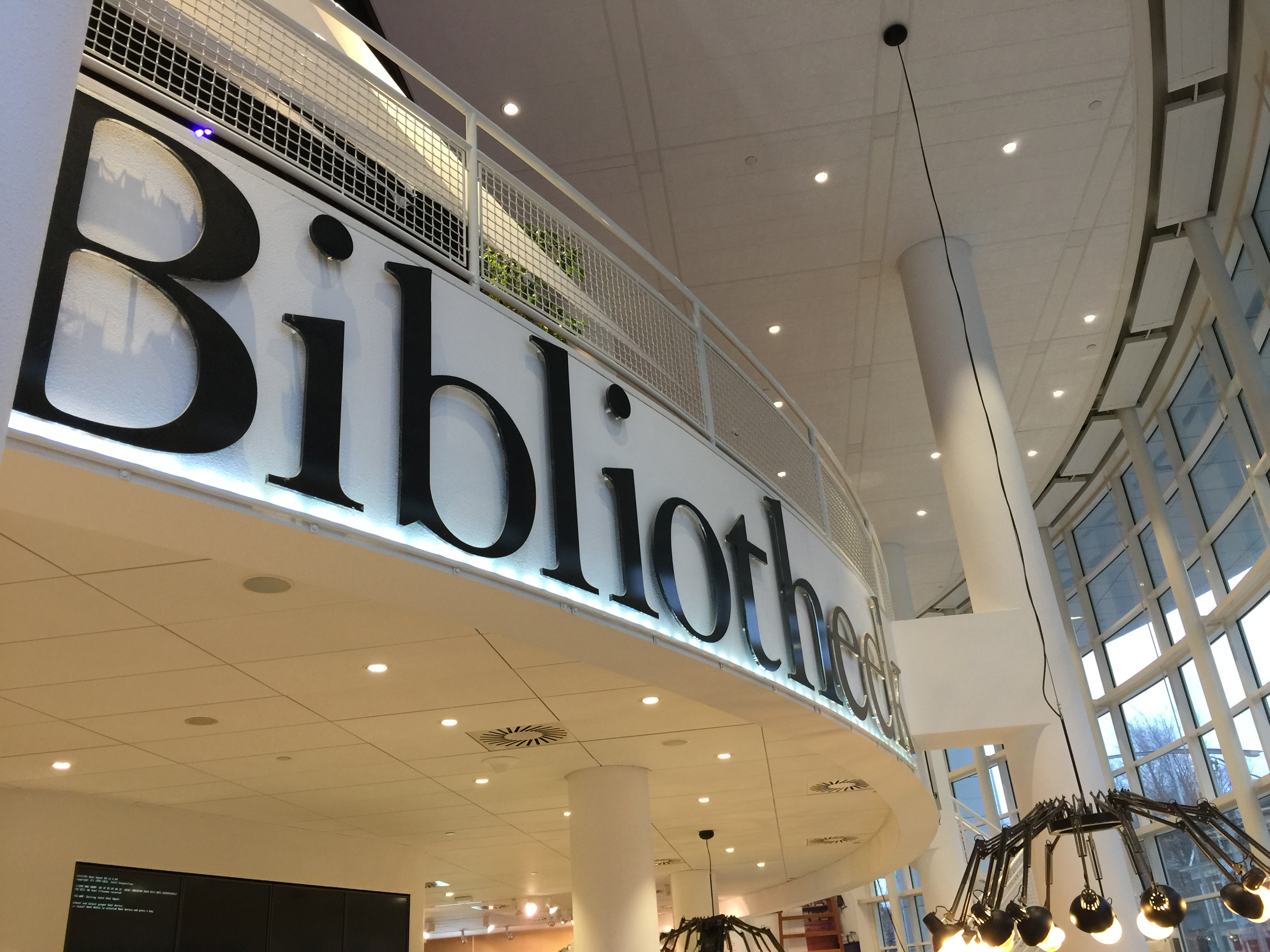
Bibliotheek Den Haag

De Centrale Bibliotheek aan het Spui, in het hart van de stad, werd betrokken in 1995. Het is een onderdeel van het Stadhuis van Den Haag, dat is ontworpen door de Amerikaanse architect Richard Meier. De Centrale Bibliotheek heeft zes publieksafdelingen (verdiepingen) op een bruto vloeroppervlak van circa 16.000 m². Een deel van de begane grond huisvest de VVV en een leescafé.
Naast de Centrale Bibliotheek zijn er 15 wijkbibliotheken en 1 buurtbibliotheek, verspreid over de stad, en een online bibliotheek die voor iedereen 24 uur per dag beschikbaar is. In alfabetische volgorde:
| Vestiging                      | Afbeelding                                                  | Straat                   | Nummer | Postcode | Stadsdeel/Wijk         |
| ------------------------------ | ----------------------------------------------------------- | ------------------------ | ------ | -------- | ---------------------- |
| Centrale Bibliotheek Den Haag  | Gebouw van de Centrale Bibliotheek Den Haag.                | Spui                     | 68     | 2511 BT  | Centrum                |
| Bibliotheek Bomenbuurt         | Ingang van Bibliotheek Bomenbuurt op de hoek van de straat. | Fahrenheitstraat         | 707    | 2561 DE  | Bomen- en Bloemenbuurt |
| Bibliotheek Bouwlust           |                                                             | Bouwlustlaan             | 160    | 2544 MZ  | Bouwlust               |
| Bibliotheek Escamp             |                                                             | Leyweg                   | 811    | 2545 HA  | Escamp                 |
| Bibliotheek Haagse Hout        |                                                             | Theresiastraat           | 195    | 2593 AJ  | Haagse Hout            |
| Bibliotheek Laakkwartier       |                                                             | Linnaeusstraat           | 2      | 2522 GR  | Laakkwartier-Centraal  |
| Bibliotheek Leidschenveen      |                                                             | Emmy Belinfantedreef     | 7      | 2492 JT  | Leidschenveen          |
| Bibliotheek Loosduinen         |                                                             | Loosduinse Hoofdstraat   | 555    | 2552 AE  | Loosduinen             |
| Bibliotheek Moerwijk           |                                                             | Twickelstraat            | 120    | 2531 RB  | Moerwijk               |
| Bibliotheek Nieuw Waldeck      |                                                             | Rossinilaan              | 141    | 2551 MR  | Waldeck                |
| Bibliotheek Scheveningen       |                                                             | Scheveningseweg          | 333    | 2584 AA  | Scheveningen           |
| Bibliotheek Schilderswijk      |                                                             | Koningstraat             | 439    | 2515 JL  | Schilderswijk          |
| Bibliotheek Segbroek           | Gebouw van de Bibliotheek Segbroek.                         | Weimarstraat             | 353    | 2562 HL  | Segbroek               |
| Bibliotheek Transvaalkwartier  |                                                             | Hobbemaplein             | 30     | 2526 JB  | Transvaalkwartier      |
| Bibliotheek Wateringse Veld    |                                                             | Laan van Wateringse Veld | 468    | 2548 CL  | Wateringse Veld        |
| Bibliotheek Ypenburg           |                                                             | Schrabber                | 8      | 2496 SR  | Ypenburg               |
| Buurtbibliotheek Benoordenhout |                                                             | Goetlijfstraat           | 5      | 2596 RH  | Benoordenhout          |

## Geschiedenis
Het Haagse openbare bibliotheekwerk bestond in 2006 honderd jaar. Lange tijd was de centrale bibliotheek gevestigd aan de Bilderdijkstraat. In september 2015 werd de vestiging Schilderswijk heropend.

## Kentallen
De kengetallen (2019) van de Bibliotheek Den Haag zijn:
- 2.4 miljoen uitleningen per jaar
- 2.5 miljoen bezoeken per jaar
- 101.700 leden
- 805.800 boeken, films, muziek en games
- 12.000 activiteiten (met 235.000 deelnemers)
- 227 medewerkers

## Directeuren
- Dr. H.(Henri) E. Greve 1919 – 1949 (vanaf de oprichting in 1906 bestuurslid)
- Dr. P.(Pier) J. van Swigchem, 1949 -1983
- W.(Wim) M. Renes 1983 – 2000
- A.(Alexander) E.H.L. Burgers van den Bogaert, 2000 – 2006
- Mr. C.(Charles) G.M. Noordam, 2006 - 2018
- P.(Paul) G.T. Broekhoff, 2018 - 2021
- S.(Sam) Hermans, 2021 - heden